# خوسا توئیکسن
خوسا توئیکسن (به اسپانیایی: Josá Tuixent) یک منطقهٔ مسکونی در اسپانیا است که در آلت یورگل واقع شده‌است. خوسا توئیکسن ۶۸٫۲ کیلومتر مربع مساحت دارد ۱٬۲۰۶ متر بالاتر از سطح دریا واقع شده‌است.